# Paracuaria (Ordensprovinz)
Paracuaria (auch Paraguay oder Paraquaria, lateinisch Paraqvaria) war eine südamerikanische Ordensprovinz der Jesuiten. Sie existierte zwischen 1604 und 1768 und wurde nach dem Verbot der Gesellschaft Jesu und der Ausweisung der Missionare aus spanischem Territorium aufgelöst. Die Ordensprovinz stand unter der Leitung eines Provinzials, dessen Sitz sich im argentinischen Córdoba befand. Die Provinz verwaltete sich eigenständig. Zu ihr gehörten neben Niederlassungen in den Städten zahlreiche sogenannte Reduktionen, die sich im Gebiet Paracuarias verteilten.
Die Gesellschaft Jesu gründete 1983 erneut eine Provinz mit Namen Paraguay, die sich auf das Gebiet der Republik Paraguay beschränkt.